# ۱۸۷۱
سال ۱۸۷۱ میلادی (هزار و هشتصد و هفتاد و یک)، یکی از سالهای دهه ۱۸۷۰ در سده ۱۹ میلادی بود. بر اساس تقویم گریگوری سال مذکور یک سال عادی با ۳۶۵ روز بود. در تقویم هجری شمسی سال ۱۸۷۱ از دی ۱۲۴۹ شروع شد و در دی ۱۲۵۰ خاتمه یافت.

## زادروزها
- ۲۷ سپتامبر - گراتزیا دلددا (به ایتالیایی: Grazia Deledda) ‏ (۱۸۷۱ - ۱۹۳۴) نویسندهٔ ایتالیایی اهل جزیرهٔ ساردنی. برندهٔ جایزه نوبل ادبیات سال ۱۹۲۶.
- ۷ ژانویه – امیل بورل، ریاضی‌دان و سیاست‌مدار فرانسوی (د. ۱۹۵۶)
- ۳۰ ژانویه – ویلفرد لوکاس، بازیگر و فیلمنامه‌نویس کانادایی (د. ۱۹۴۰)
- ۴ فوریه – فریدریش ابرت، سیاست‌مدار آلمانی (د. ۱۹۲۵)
- ۲۷ مارس – هاینریش مان، نویسنده و شاعر آلمانی (د. ۱۹۵۰)
- ۱۰ ژوئیه – مارسل پروست، نویسنده و کتابدار فرانسوی (د. ۱۹۲۲)
- ۱۸ ژوئیه – سادا یاکو، بازیگر ژاپنی (د. ۱۹۴۶)
- ۲۹ اوت – آلبر لوبرن، سیاست‌مدار و مهندس فرانسوی (د. ۱۹۵۰)
- ۲۸ سپتامبر – مارشال پیترو بادوگیلیو، سیاست‌مدار و دیپلمات ایتالیایی (د. ۱۹۵۶)
- ۲ اکتبر – کوردل هال، قاضی، دیپلمات، وکیل، و سیاست‌مدار آمریکایی (د. ۱۹۵۵)
- ۱ نوامبر – استیون کرین، بازیکن بیسبال، ژورنالیست، نویسنده، و شاعر آمریکایی (د. ۱۹۰۰)
- ۱۳ دسامبر – امیلی کار، نقاش کانادایی (د. ۱۹۴۵)

## درگذشتگان
- ۱۱ مه – جان هرشل، ستاره‌شناس و عکاس بریتانیایی (ز. ۱۷۹۲)
- ۱۸ اکتبر – چارلز ببیج، ریاضی‌دان، دانشمند علوم کامپیوتر، و مهندس بریتانیایی (ز. ۱۷۹۱)